# Jack in the Box
Jack in the Box, Inc. és una cadena estatunidenca de restaurants de menjar ràpid fundada el 21 de febrer de 1951 per Robert O. Peterson a San Diego, Califòrnia, on té la seu. La cadena té més de 2.200 restaurants, principalment a la costa oest dels Estats Units . També es troben restaurants a grans zones urbanes fora de la costa oest, així com dos a Guam. L'empresa també operava anteriorment la cadena Qdoba Mexican Grill fins que Apollo Global Management la va comprar el desembre de 2017.
El menú inclou una varietat de tires de pollastre i patates fregides juntament amb entrepans d'hamburguesa i hamburguesa amb formatge i una selecció de plats de temàtica internacional com ara tacos i rotllets d'ou .

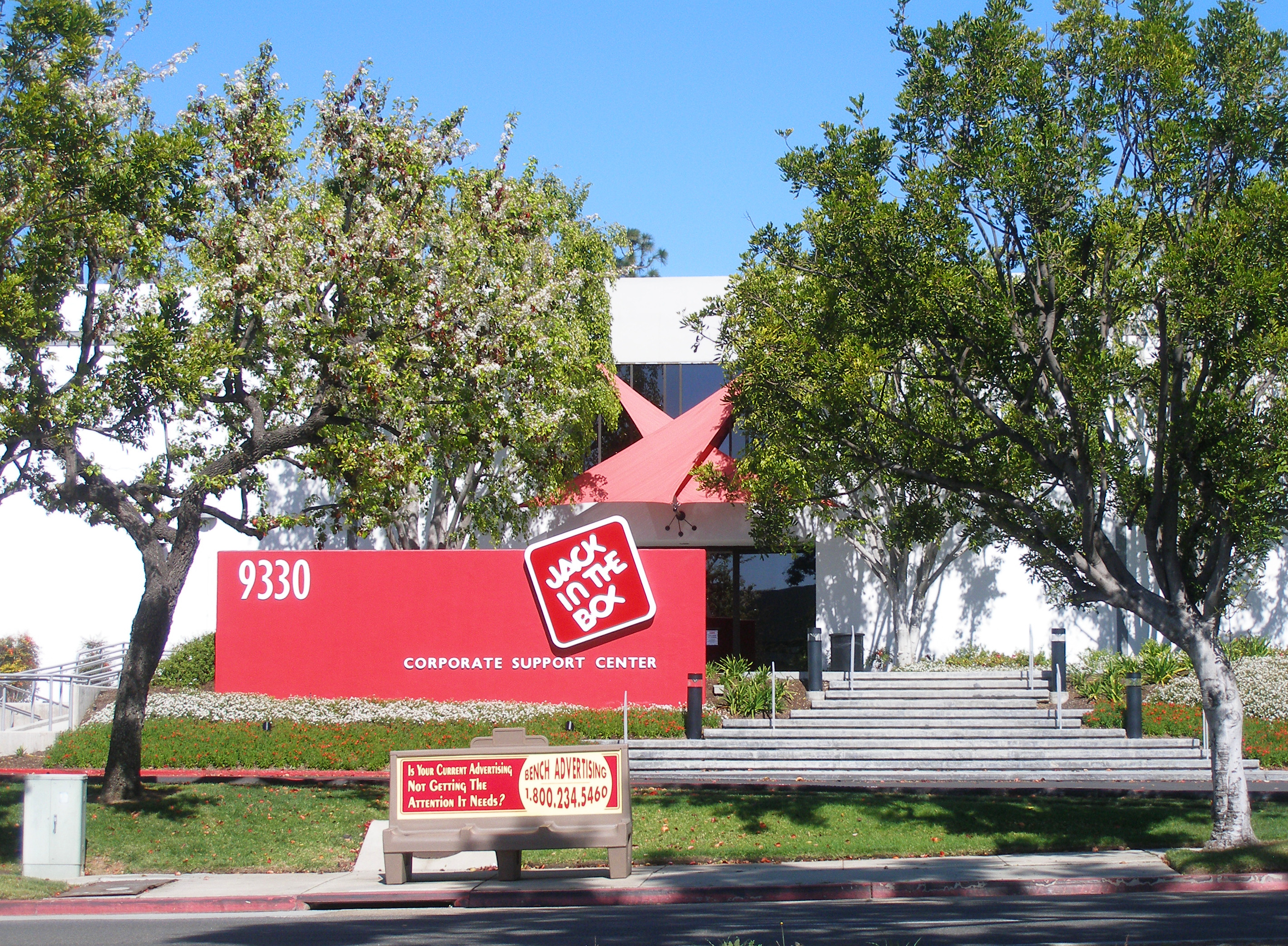
Antiga seu a San Diego, febrer de 2008 (enderrocada el 2025)

## Història
Robert O. Peterson ja posseïa diversos restaurants d'èxit quan va obrir Topsy's Drive-In al número 6270 d'El Cajon Boulevard de San Diego el 1941. Es van obrir diversos Topsy's més posteriorment. A finals de la dècada de 1940, els restaurants de Peterson havien desenvolupat una decoració semblant als dibuixos d'un circ, destacant un pallasso amb els ulls estrellats. El 1947, Peterson va obtenir els drets per a l'ús d'intercomunicador per a comandes entre client i cuina, de George Manos, propietari d'un local anomenat Chatterbox a Anchorage, Alaska, el primer local conegut a utilitzar el concepte d'intercomunicador amb el conductor d'un automòbil a l'exterior del restaurant. El 1951, Peterson va convertir el local d'El Cajon Boulevard en Jack in the Box, una parada d'hamburgueses amb intercomunicador i servei directe a l'automòbil.  Tot i que el concepte de servei al conductor no era nou, Jack in the Box va innovar un sistema d'intercomunicació bidireccional, la primera gran cadena a utilitzar un intercomunicador i la primera a centrar-se en el servei a cotxes en marxa.
L'intercomunicador permetia un servei molt més ràpid que una finestreta tradicional; mentre s'atenia un client a la finestreta, es podia prendre nota i preparar la comanda d'un segon i fins i tot d'un tercer client. Un pallasso gegant sobresortia del sostre, i un cap de pallasso més petit es trobava a sobre de l'intercomunicador, on un rètol deia: "Pull forward, Jack will speak to you." ("Avanceu, en Jack us parlarà"). El restaurant Jack in the Box va ser concebut com una "màquina expenedora de menjar moderna", dissenyada pel mestre arquitecte Russell Forester de La Jolla, Califòrnia. El servei ràpid va fer que la nova ubicació fos molt popular, i aviat totes les ubicacions amb els noms d'Oscar i Topsy's van ser redissenyades amb intercomunicadors i rebatejades com a restaurants Jack in the Box.
Peterson va formar Foodmaker, Inc. com a societat holding per a Jack in the Box el 1960. En aquell moment, tots els establiments de Jack in the Box —més de 180, principalment a Califòrnia i al sud-oest— eren propietat de l'empresa. Els llocs d'instal·lació, la preparació dels aliments, el control de qualitat i la contractació i formació de directius i personal in situ a cada ubicació estaven subjectes a una rigorosa selecció i a uns estàndards de rendiment estrictes.
El 1968, Peterson va vendre Foodmaker a Ralston Purina Company. A la dècada del 1970, Foodmaker va liderar la cadena Jack in the Box cap al seu creixement més prolífic (els anuncis de televisió de principis dels anys 70 van presentar l'actor infantil Rodney Allen Rippy ) i va començar a franquiciar establiments. La cadena va començar a assemblar-se cada cop més als seus competidors més grans, en particular al gegant de la indústria McDonald's. Jack in the Box va començar a tenir dificultats a la darrera part de la dècada; la seva expansió als mercats de la costa est es va reduir i després es va aturar. A finals de la dècada, els restaurants Jack in the Box es venien en nombre creixent.
Cap al 1980, Foodmaker va alterar dràsticament l'estratègia de màrqueting de Jack in the Box fent explotar literalment el símbol de la cadena, el Jack-in-the-Box, en anuncis de televisió amb el lema "The food is better at the Box".  Jack in the Box va anunciar que ja no competiria per la base de clients objectiu de McDonald's, formada per famílies amb nens petits. Foodmaker es va dirigir als clients " yuppies" més grans i rics amb un menú de més qualitat i més exclusiu i una sèrie d'anuncis de televisió extravagants amb Dan Gilvezan, que va intentar comparar els nous elements del menú amb els de McDonald's i altres cadenes de menjar ràpid; d'aquí "There's No Comparison", el seu eslògan en aquell moment. Els restaurants Jack in the Box van ser remodelats i redecorats amb colors pastel i plantes penjants; el logotip, que contenia un cap de pallasso en un requadre vermell amb el nom de l'empresa en text vermell a sobre o a sota del requadre (els rètols davant del restaurant només mostraven el cap del pallasso), va ser modificat, apilant les paraules en un requadre diagonal vermell però conservant el cap del pallasso; cap al 1981 o 1982, el cap del pallasso es va eliminar del logotip.
La publicitat televisiva a partir del 1985 aproximadament presentava música minimalista d'un petit conjunt de cambra (concretament una signatura musical distintiva de set notes polsades). El menú, anteriorment centrat en hamburgueses liderades pel restaurant insígnia Jumbo Jack, es va tornar molt més divers, incloent-hi amanides, entrepans de pollastre, aperitius i patates fregides arrissades condimentades (s'introduïen almenys dos nous elements al menú cada any), en un moment en què pocs establiments de menjar ràpid oferien més que hamburgueses estàndard. Les vendes anuals van augmentar durant la dècada del 1980. Ralston Purina va intentar madurar encara més la imatge del restaurant, canviant-li el nom a "Monterey Jack's" a finals de 1985. El canvi de nom va ser mal rebut i el nom de Jack in the Box va ser restaurat a principis de 1986.
Després de 18 anys, Ralston Purina va decidir el 1985 que Foodmaker era un actiu no essencial i el va vendre a la direcció. El 1987, les vendes van arribar als 655 milions de dòlars, la cadena comptava amb 897 restaurants i Foodmaker es va convertir en una empresa que cotitza en borsa.
A la seva reunió anual del juliol de 2018, l'Associació Nacional de Franquícies Jack in the Box, que representava els propietaris d'uns 2.000 dels 2.240 restaurants de la cadena, va votar "censura" al director executiu de l'empresa, Leonard "Lenny" Comma, i va demanar la seva dimissió. El desembre de 2019, Comma va dir que deixaria el càrrec.
El 6 de desembre de 2021, Jack in the Box va anunciar que adquiria Del Taco per 12,51 dòlars per acció. Del Taco tenia uns 600 establiments en 16 estats dels EUA. L'adquisició es va finalitzar el març de 2022.

### JBX Grill
JBX Grill va ser una línia de restaurants de menjar ràpid informal presentada el 2004 per Jack in the Box Inc. Oferia menjar d'alta qualitat, d'estil cafè, evitant la majoria dels plats de menjar ràpid més barats que se servien normalment a Jack in the Box. L'arquitectura i la decoració mantenien un ambient optimista i positiu, i el servei al client era comparable a la majoria de restaurants amb servei de sala. Dos dels restaurants Jack in the Box de San Diego (on té la seu central Jack in the Box) es van convertir en restaurants JBX Grill per provar el concepte. (Les ubicacions de Hillcrest i Pacific Beach encara conserven molts dels elements de JBX, com ara una llar de foc interior/exterior i una arquitectura moderna.) A més, hi havia restaurants a Bakersfield, Califòrnia; Boise, Idaho; i Nampa, Idaho, però el concepte va resultar poc rendible, i les últimes sucursals es van reconvertir a Jack in the Box el 2006.

## Productes

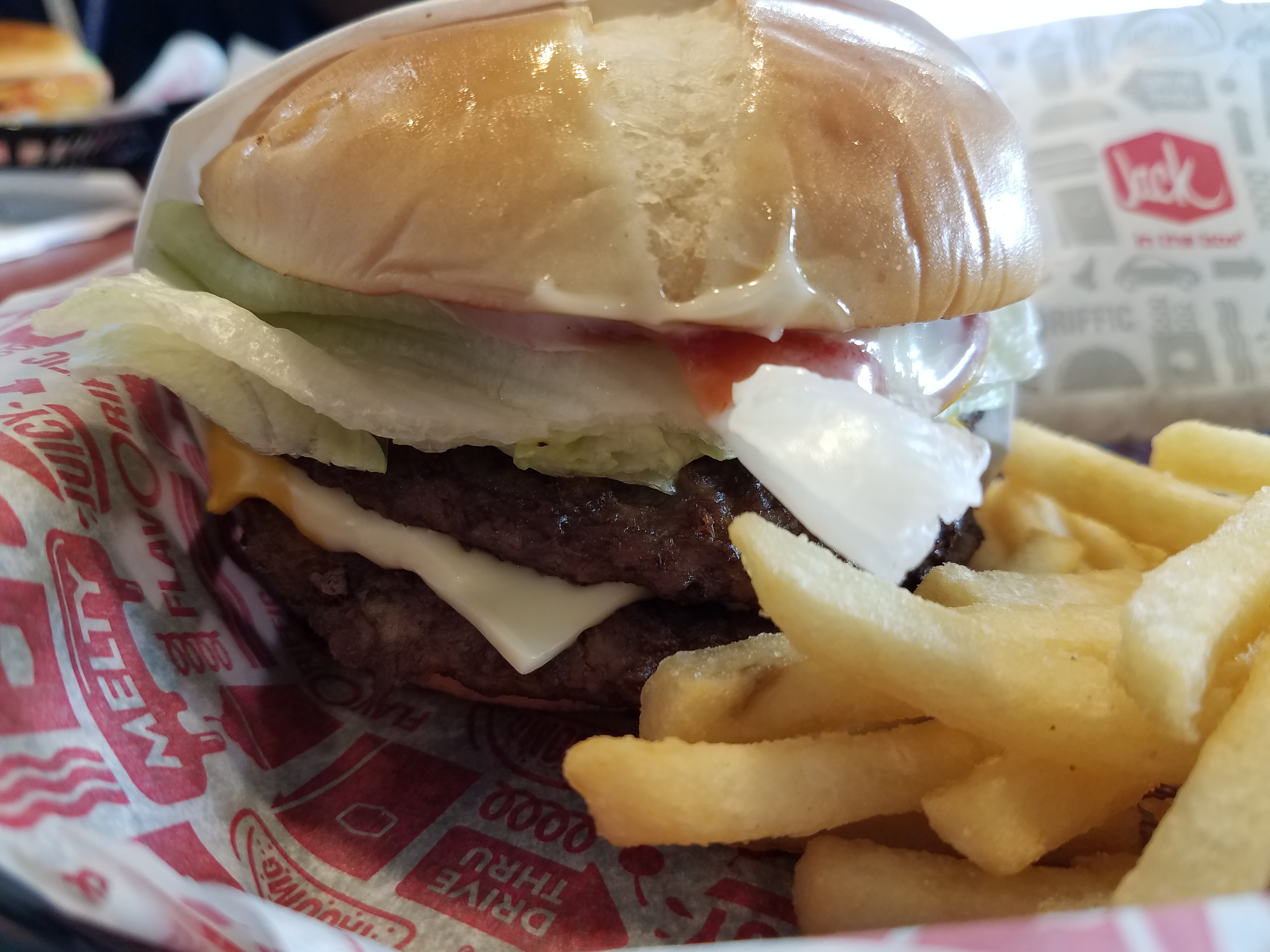
Hamburguesa amb formatge i bacó

Tot i que és més conegut per les seves hamburgueses, el producte més popular de Jack in the Box és el seu taco, que ha venut des del primer restaurant a la dècada de 1950. A 2017 , l'empresa va vendre 554 milions a l'any preparats en tres fàbriques de Texas i Kansas. El que fa que el taco sigui inusual és que es crea amb la carn i la closca dura del taco a les instal·lacions de Texas i Kansas, i després es congela per al seu transport i emmagatzematge. Al restaurant, es fregeix i es complementa amb enciam, formatge i salsa de tacos suau abans de servir.
A més dels tacos, altres plats americanitzats de cuines ètniques que ofereix Jack in the Box inclouen rotllets d'ou, burritos d'esmorzar i jalapeño poppers . Els nous plats arriben en rotació cada tres o quatre mesos, com ara el Philly cheesesteak i els pannidos d'estil deli (trio deli, pernil i gall dindi, gall dindi picant), que van ser substituïts per l'hamburguesa de xapata Jack's i incloïen l'hamburguesa de xapata original i la xapata amb bacó i formatge. Jack in the Box també ofereix articles de temporada com ara batuts de pastís de carbassa, batuts de menta Oreo i batuts de licor d'ou durant les vacances d'Acció de Gràcies i Nadal. En alguns llocs, les delícies locals formen part habitual del menú. Alguns llocs a Hawaii, per exemple, inclouen l'esmorzar Paniolo (plat de salsitxa portuguesa, ous i arròs) i el bol de pollastre teriyaki i arròs. Al sud dels Estats Units, l'empresa ofereix galetes i te dolç . Al comtat d'Imperial, Califòrnia, alguns llocs venen batuts de dàtils, cosa que reflecteix la ubiqüitat del cultiu a les granges de la regió. A la primavera del 2007, Jack in the Box també va introduir la seva hamburguesa de llom  i recentment va introduir el filet de llom fos.  La seva incursió més recent al mercat de la xarcuteria va ser el menys popular Ultimate Club Sandwich, que inicialment es va retirar a Arizona a causa de les males vendes i des de llavors s'ha eliminat gradualment de tots els establiments.
El Bonus Jack, llançat per primera vegada el 1970, s'ha reintroduït als menús de Jack in the Box al llarg dels anys, tot i que encara conté "la salsa secreta de Jack". El novembre de 2009, l'empresa va deixar de fabricar els seus populars entrepans/hamburgueses de xapata. El 2012, Jack in the Box va introduir un batut de bacó com a part de la seva campanya "Marry Bacon".
El Sourdough Jack, que utilitza dues llesques de pa de massa mare amb una hamburguesa, existeix des del 1997 (tot i que es va introduir per primera vegada el 1991 com a "Sourdough Grilled Burger").
El setembre de 2013 es va introduir el Jack's Munchie Meal. Els 4 menjars Munchie originals eren un Spicy Nacho Chicken Sandwich, Sriracha Curly Fry Burger, Stacked Grilled Cheeseburger, and Chick-n-Tater Melt. Cada àpat també inclou dos tacos, patates fregides halfsie (patates arrissades i patates fregides) i una beguda de 20 unces (594 ml). El 2023, els plats es van substituir per un nou menú "Build Your Own Munchie", que ara inclou una Ultimate Cheeseburger, Jack's Spicy Chicken Sandwich, Cluck Sandwich, i Double Jack.
A l'octubre de 2016, es van introduir els articles "Brunchfast". Aquests són: Bacon and Egg Chicken Sandwich, Blood Orange Fruit Cooler, Brunch Burger, Cranberry Orange Muffins, Homestyle Potatoes, i Southwest Scrambler Plate.
El gener de 2018 es van introduir els entrepans de la "Sèrie Food Truck", que incloïen Asian Fried Chicken, Pork Belly BLT, i Prime Rib Cheesesteak.
El gener de 2023, Jack in the Box va començar a vendre begudes d'infusió de Red Bull als seus establiments.
El febrer de 2023, Jack in the Box es va associar amb Mint Mobile i Ryan Reynolds . Es va crear una versió amb gust de menta del clàssic Oreo Shake i es va anomenar "Mint Mobile Shake" per promocionar l'operador de xarxa mòbil virtual.  El 27 de febrer de 2023 es va publicar un vídeo promocional de 15 segons, amb l'actor Ryan Reynolds com a protagonista.
La cadena ha servit en diverses ocasions un entrepà de peix . L'oferta es va reprendre per un temps limitat durant la Quaresma del 2023.

## Publicitat
El restaurant va recuperar la popularitat el 1994 després d'una campanya de màrqueting de gran èxit que va presentar el personatge fictici del president de Jack in the Box (anteriorment amb la veu del creador de la campanya, Rick Sittig ), la mascota que té un cap semblant a una pilota de ping-pong, una gorra de pallasso groga, dos ulls blaus, un nas negre punxegut i un somriure vermell lineal que canvia amb les seves emocions, i que vesteix amb un vestit de negocis.

Logotip de Jack in the Box del 2 de març de 1980 al 14 de març de 2009

En Jack va ser reintroduït específicament per assenyalar la nova direcció que l'empresa estava prenent per reorientar-se i reagrupar-se després del desastre de l'E. coli  de 1993, que es discuteix més avall, que va amenaçar l'existència mateixa de la cadena. A l'anunci original que es va estrenar a la tardor de 1994, en Jack ("a través del miracle de la cirurgia plàstica ", diu mentre entra amb confiança a l'edifici d'oficines) reclama el seu legítim paper com a fundador i CEO, i aparentment com a venjança per haver estat dinamitat el 1980, s'acosta a les portes tancades de la sala de juntes de Jack in the Box (una versió fictícia, que es mostra mentre sona la música minimalista esmentada dels anuncis de Jack in the Box dels anys vuitanta), activa un detonador i la sala de juntes explota en una pluja de fum, fusta i paper. L'anunci acaba amb un primer pla d'una petita bossa de paper blanca, presumiblement plena de menjar de Jack in the Box, que cau amb força sobre una taula; la bossa té les paraules "Jack's Back" impreses en vermell i negreta, i després cau una altra bossa amb el logotip de Jack in the Box d'aquella època. Els anuncis posteriors mostren la primera bossa amb el text de l'aliment o l'oferta que promociona l'anunci (ambdues bosses han inclòs text des del 1998). Els anuncis en castellà mostren una veu desconeguda que crida "Jack!" abans que caigui una altra bossa.

Aquest logotip de Jack in the Box, utilitzat del 15 de març de 2009 al 3 d'octubre de 2022, encara s'utilitza com a logotip secundari i a la majoria d'ubicacions.

### Logotip
Una variació té un barret de pallasso en miniatura (que data de l'octubre de 1977) amb tres punts a la cantonada superior esquerra; el cap de pallasso es va treure el 1980. L'octubre de 1977, el cap de pallasso era dins d'una caixa vermella tot sol, amb el nom de l'empresa a sota o al costat de la caixa; els rètols davant dels restaurants només tenien el cap de pallasso. El "cap de pallasso" es pot veure en diversos vídeos de YouTube que mostren anuncis de Jack in the Box dels anys 70 i 80. La majoria dels establiments Jack in the Box que van obrir abans de finals del 2008 tenien aquest logotip, tot i que la cadena els ha anat substituint pel logotip més nou durant la dècada del 2010, juntament amb una actualització general de la seva decoració. Alguns llocs continuen utilitzant aquest logotip com a rètol "Obert/Tancat".

## Controvèrsies

### Carn mal etiquetada
El 1981, es va descobrir carn de cavall etiquetada com a vedella en una planta de Foodmaker que subministrava carn d'hamburgueses i tacos a Jack in the Box. La carn era originària de la planta de tractament Profreeze (Richmond, un barri de Melbourne), i durant les seves comprovacions al lloc, els inspectors d'aliments van descobrir altres enviaments destinats als Estats Units que incloïen carn de cangur.